# P300
P300, soms ook P3 of P3b genoemd, is een positieve elektrische golf in het elektro-encefalogram (EEG) die op ongeveer 300 ms na een stimulus optreedt. Hij vormt een onderdeel van de zogeheten event-related potential (ERP). P300 is het duidelijkst waarneembaar boven de pariëtale (achterste) locaties op de schedel, na aanbieding van infrequent voorkomende en onverwachte signalen die een bepaalde reactie van de proefpersoon vragen. Men krijgt bijvoorbeeld lage (500 Hz) en hoge tonen (1000 Hz) te horen die onvoorspelbaar zijn, maar met een ongelijke frequentie van respectievelijk 80% en 20% voorkomen. Dit wordt ook wel een oddballtaak genoemd. De instructie luidt nu om het aantal malen dat de infrequente tonen voorkomen te tellen, of hierbij op een knop te drukken. De frequente toon heet standard en de infrequente toon wordt ook wel target (doelstimulus) genoemd. Een (zij wat kleinere) P300 wordt trouwens ook gevonden in taken waarbij standards en targets even vaak (elk 50%) voorkomen. Hetzelfde P3-effect wordt gevonden als in plaats van geluidsprikkels visuele stimuli (bijvoorbeeld plaatjes van letters) worden gekozen.

## Wat weerspiegelt P300?

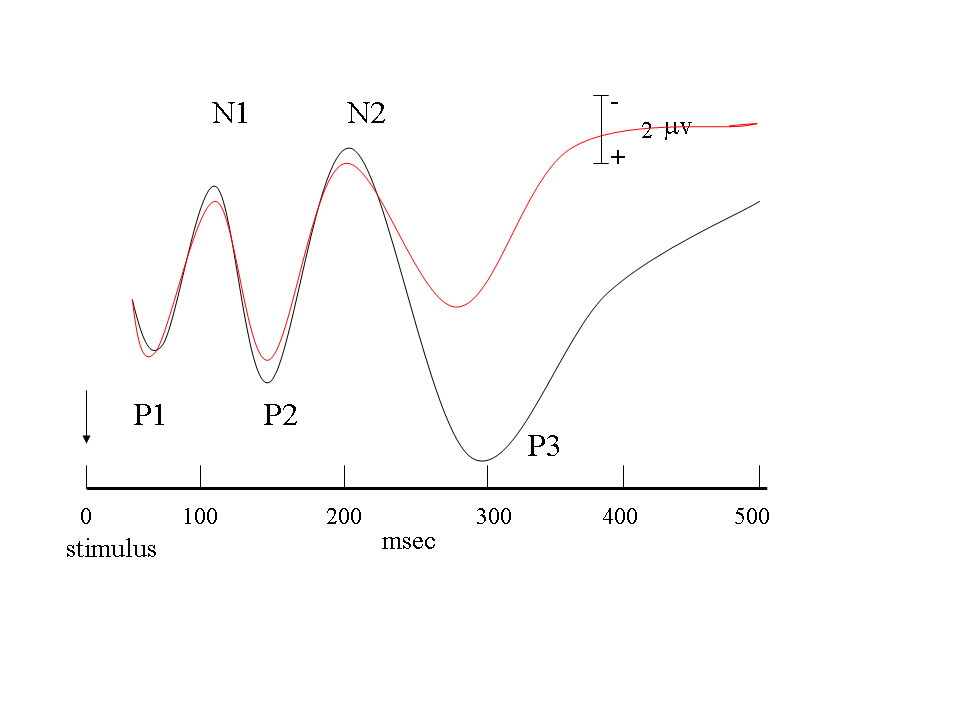
Schematische afbeelding van enkele ERP-componenten met P3 (=P300) in een passieve (rood) en actieve (zwart) conditie

P300 wordt doorgaans beschouwd als een reflectie van een mechanisme in de hersenen dat geactiveerd wordt als een relevante gebeurtenis bewust wordt verwerkt of herkend. Dit proces wordt in de P300-literatuur afwisselend aangeduid als event categorisation of stimulus evaluation. Welke psychische deelprocessen bij deze categorisatie of evaluatie betrokken zijn, is nog niet geheel duidelijk. Aanvankelijk meende men dat aan de P300 alleen waarnemingsprocessen ten grondslag lagen, later bleek dat P300 mogelijk ook processen als responskeuze (of: actieselectie) reflecteert.

## P300 latentie
Bij taken waarbij het moeite kost de target te identificeren, komt de P300 later in de tijd (bijvoorbeeld pas na 400 ms) en is de amplitude ook kleiner. De latentie van de P300 neemt ook geleidelijk toe bij het ouder worden, hetgeen betekent dat het bij ouderen langer duurt voordat de evaluatie of categorisatie van een stimulus is voltooid.

## Schedeltopografie en bronnen
De diffuse verdeling van de P300 over het achterste gedeelte van de schedel suggereert dat meerdere gebieden in de hersenen bij de generatie van deze component zijn betrokken. Onderzoek naar de neurale bronnen van P300 heeft inderdaad aannemelijk gemaakt dat hierbij twee hoofdgebieden een rol spelen, het gebied dat de grens vormt van de temporale en pariëtale kwab, en de laterale prefrontale schors.

## De amplitude van de P300
De P300 is doorgaans groter bij infrequente, taakrelevante en motivationeel belangrijke gebeurtenissen. Omdat dezelfde variabelen ook determinanten zijn van de oriëntatiereactie (OR), is het mogelijk dat P300 een corticale representant is van de OR. De diffuse schedelverdeling van de P300 zelf, maar ook van de effecten van de taak op zijn amplitude, zou verder kunnen betekenen dat de amplitude van de.P300 gemoduleerd wordt door neurotransmitters met een diffuse werking. Een mogelijke candidaat is het norepinefrinesysteem (NE). Dit systeem, dat in de locus caeruleus van de hersenstam ontspringt, speelt niet alleen een belangrijke rol bij oriëntatiereacties, maar heeft bovendien een brede projectie naar de gebieden in de neocortex, waaronder ook de pariëtale en frontale gebieden.

## P3a
Een variant op de hierboven genoemde reactietaak is een taak waarbij er drie categorieën geluidsprikkels voorkomen, bijvoorbeeld 80% lage tonen (500 Hz), 10% hoge tonen (1000 Hz) en 10% iets hogere tonen (1500 Hz). De deelnemer moet alleen op de hoge tonen van 1000 Hz en niet op de (hogere) tonen van 1500 Hz reageren. Het blijkt dat ook de infrequente hoge tonen waarop men niet hoeft te reageren, een positieve golf oproepen. Deze heeft echter een iets andere verdeling op de schedel: hij is maximaal boven het frontale-centrale gebied, en komt ook iets vroeger. Deze component wordt ook wel P3a genoemd.

## Novelty P3
Als in de hiervoor beschreven taak de infrequente stimulus (die geen respons vereist) bestaat uit een volledig onbekend en opvallend patroon (bijvoorbeeld een gekleurde abstracte voorstelling; ook wel novel genoemd) treedt eveneens een positieve component op, die lijkt op de P3a. Ook deze component, novelty P3 geheten, heeft een frontocentrale schedel verdeling. Het laatste is een indicatie dat gebieden in de centrale en frontale cortex betrokken zijn bij het ontstaan van deze component.

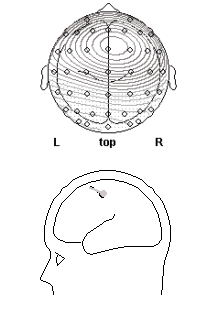
Voorbeeld van de stop-P3. Deze P3 is het grootst op de frontale schedel. Getoond wordt de topografie en de bronoplossing (dipolen die de beste verklaring geven van deze topografie)

## Nogo P3
Een derde variant op de oddballtaak is ten slotte de go/nogo-taak. Hierbij worden bijvoorbeeld 80% standaardprikkels waarop wel moet worden gereageerd (go), afgewisseld met 20% afwijkende prikkels waarop niet hoeft te worden gereageerd (nogo; de verdeling kan echter ook 50%/50% zijn). De nogo-prikkels worden gevolgd door een N2-component (nogo N2) en een P3 (nogo P3). Nogo N2 en nogo P3 worden in de ERP-literatuur beschouwd als manifestaties van responsinhibitie, die mogelijk gemedieerd wordt door de centrale en frontale gebieden van de hersenen. Eenzelfde soort P3 wordt gevonden in stoptaken waarbij een stopsignaal aangeeft dat men een voorgenomen reactie moet afbreken. Het kan echter niet worden uitgesloten dat Nogo-P3 en de hierboven beschreven P3a en Novelty-P3 dezelfde component representeren, Dit wil zeggen dat zij mogelijk een afspiegeling zijn van eenzelfde neurocognitief mechanisme. Argumenten hiervoor zijn de sterke overeenkomst in schedelverdeling, en het feit dat alle drie de componenten optreden bij stimuli die niet gevolgd worden door een overte of coverte respons.